# 建昌县
建昌县位于中华人民共和国辽宁省西部，是葫芦岛市下辖的一个县。縣人民政府驻建昌镇人民路25号。

## 历史

中華民國時期，建昌縣屬热河特别区、熱河省管轄

该县“建昌”一名源自北魏时建德、昌黎二郡的首字。清乾隆四十三年（1778年），改塔子沟厅（治所在今凌源）置建昌县，归直隶省承德府。光绪三十年（1904年）改属朝阳府。民國初年，属热河特别区（後改省）。1914年1月因与江西一县重名，改为塔沟县，8月改名凌源县。1931年析置凌南县。1937年将凌南、凌源二县合并为建昌县。1940年废。1945年抗战胜利后，复分为二县。1949年复改凌南县为建昌县。中华人民共和国成立初期，建昌县仍属热河省；1955年划归辽宁省，属锦州专员公署管辖；1958年划归朝阳行政公署管辖。1989年6月，改属锦西市（今葫芦岛市）管辖。

## 人口
建昌县第七次全国人口普查主要数据公报2020七人普 全县常住人口为453436人，与2010年第六次全国人口普查的520537人相比，减少67101人，下降12.89 %，年平均下降1.37 %。 全县共有家庭户158225 户，集体户2005户，家庭户人口为445444人，集体户人口为7992人。

## 行政区划
建昌县下辖7个镇、20个乡、1个民族乡：
建昌镇、八家子镇、喇嘛洞镇、药王庙镇、汤神庙镇、玲珑塔镇、大屯镇、牤牛营子乡、素珠营子乡、石佛乡、王宝营子乡、老达杖子乡、要路沟乡、魏家岭乡、西碱厂乡、头道营子乡、新开岭乡、贺杖子乡、养马甸子乡、和尚房子乡、杨树湾子乡、黑山科乡、雷家店乡、小德营子乡、二道湾子蒙古族乡、巴什罕乡、娘娘庙乡和谷杖子乡。

## 交通
- 230国道、 306国道过境。

著名古蹟：
東大杖子村戰國墓葬群